# Ignacio Quintana
Ignacio Salvador Quintana García (Maracaibo, estado Zulia, Venezuela; 31 de julio de 1949-Caracas, Venezuela, 13 de diciembre de 2018) fue un escritor, docente y político venezolano.

## Biografía

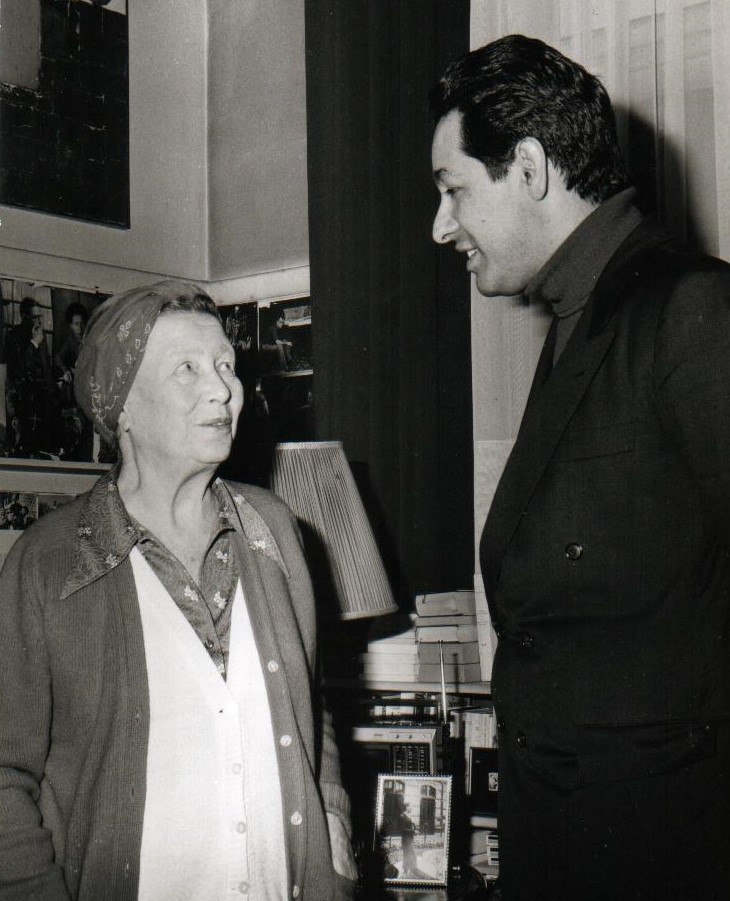
Simone de Beauvoir e Ignacio Quintana en casa de Simone, París.

Estudió en la Universidad de La Sorbona y en la École des Hautes Études en Sciences Sociales, bajo la dirección de Raymond Aron. Especializado en sistemas de pensamiento clásico y moderno, obtuvo maestrías en Filosofía y Sociología Política en Francia. Simone de Beauvoir lo calificó como profundo conocedor del pensamiento de Jean Paul Sartre.
Fue profesor universitario de la Academia Militar de Venezuela, así como embajador extraordinario y plenipotenciario de Venezuela ante la Santa Sede y ante la Orden de Malta. Fue candidato a las elecciones presidenciales de Venezuela de 1998 por el partido OPINA, mas poco antes de los comicios dada su baja popularidad, decide declinar su candidatura en favor del entonces candidato Hugo Chávez Frías (aun cuando aparecía su imagen en el tarjetón al seleccionar dicha tarjeta estaban sufragando por el candidato del MVR).
Su libro Caldera Ilegítimo, fue señalado por El Nuevo Herald,  como un Best-Seller de América Latina, durante dos semanas consecutivas en octubre de 1999.[cita requerida]
Trabajó, hasta su deceso, en una obra consagrada a Juan Pablo II, titulada Hálito de Dios: Juan Pablo II (Tractatus Teologicus).[cita requerida] Este texto, entre otros fundamentos, se basa en el postulado de Benedicto XVI contenido en su primera encíclica: Deus Caritas Est, donde expresa: Los Santos son los verdaderos portadores de luz en la historia, porque son hombres y mujeres de fe, esperanza y amor (pág. 74).

## Obras
- Quintana, Ignacio (1982). Uslar Pietri, Una manera de ser hombre. Caracas.
- Quintana, Ignacio (1999). Caldera Ilegítimo. Caracas: Ed. Paedica.
- Quintana, Ignacio (2001). ¡Sancte Bolívar Ora pro Nobis!. Roma: Trec Edizioni Pregiate.